# Tmesiphantes physopu
Tmesiphantes physopu é uma espécie de aranha pertencente à família Theraphosidae (tarântulas).